# Bela (Pakistan)
Bela és una ciutat de Pakistan a la província de Balutxistan, capital del districte de Las Bela i de l'antic principat de Las Bela i capçalera del tehsil de Bela. Està situada en una plana a uns 3 km del riu Porali. La seva població el 2012 era de 20119 habitants. (el 1998: 16.998 habitants i el 1901: 4.183 habitants). El seu nom antic era Armael o Armabel. Hi ha la residència del Jam, el sobirà de Las Bela.
El militar britànic i administrador colonial Robert Groves Sandeman hi va morir el 1892 i hi va ser enterrat.